# 沼尻墨僊
沼尻 墨僊（ぬまじり ぼくせん、安永4年3月15日（1775年4月14日） - 安政3年4月26日（1856年5月29日））は、江戸時代後期の地理学者、天文学者。
傘式の地球儀を製作したことで知られる。現在の茨城県土浦市生まれ。

## 生涯

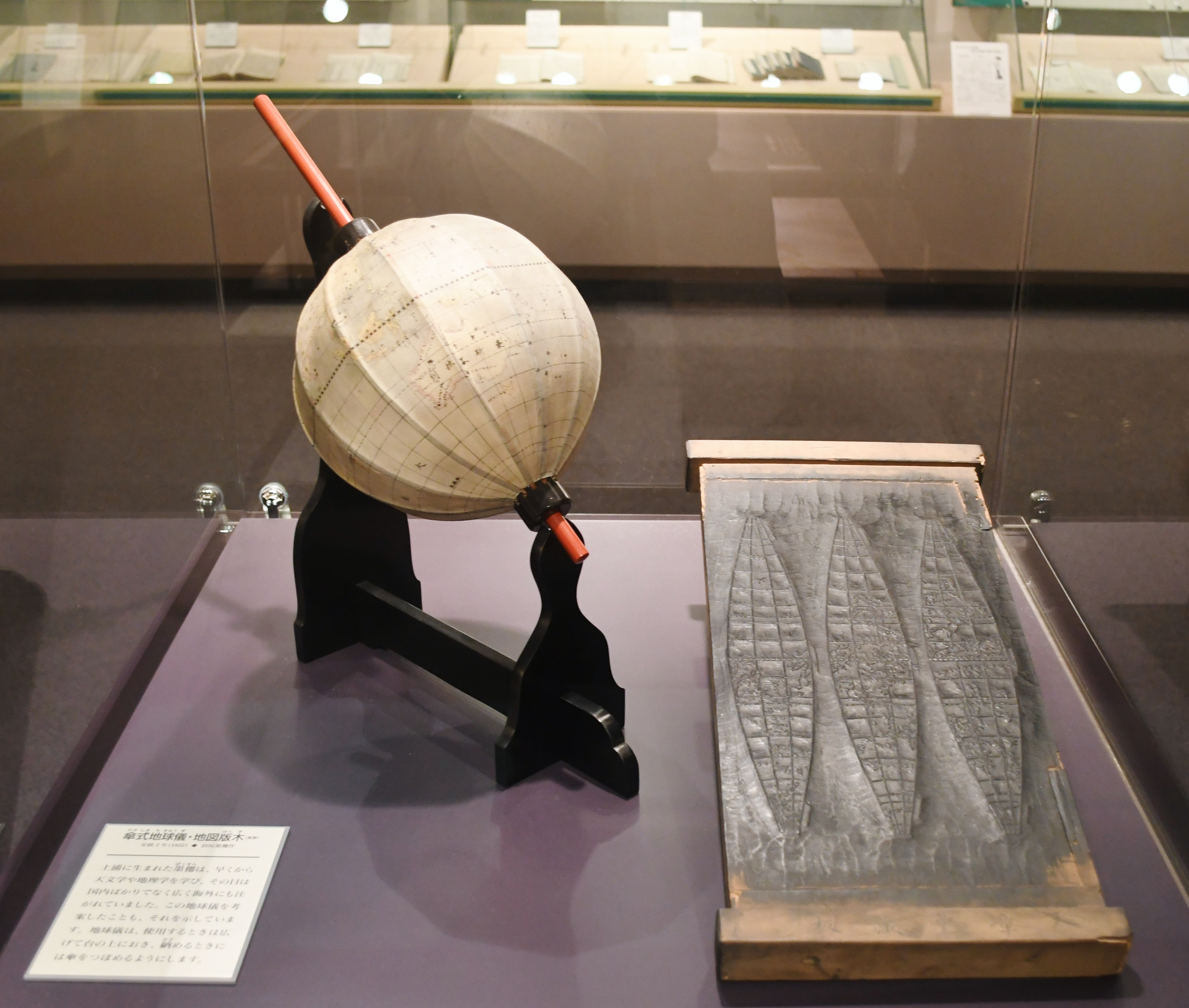
傘式地球儀・地図版木
（複製、茨城県立歴史館展示）

沼尻墨僊は、幼名を常治といい土浦の旧家五香屋（中村姓）の9番目の子として生まれた。すぐに町医者であった沼尻家の養子となる。養父は病気がちであったことから、若くして仕立て商売に精を出し、養父母の孝行につとめた。
幼少より向学心が旺盛で、勉学にも精を出していたが、いつのころからか地理学に興味を持ち始め研究書などを著したが、だれに師事しこれを修めたかは明らかでない。寛政10年（1798年）前年土浦で行われた井戸堀の様子を描いた「鑿井図」（個人蔵、土浦市立博物館寄託）が残っている。
26歳の年（1800年）には、世界各地について書いた地理学の研究書、「地球万国図説」を著す。ここでは、地球儀の製作をしたこと、それを寺子屋教育で使用したことについても記述されている。続いて、当時の世界最高の地理書を数多く筆写しており、この中には世界図の模写も含まれている。同時に、多くの地図の収集も手がけている。模写された地図は、長久保赤水作を底とする「地球万国山海輿地路程全図」、「大清広輿図」、同じく高橋景保の「新訂万国全図」などである。 
傘式地球儀であるが、現在残されているのは、安政2年（1855年）に製作されたもので、墨僊の血をひく本間家が所蔵し、土浦市博物館に展示されている。傘式地球儀は、12本の骨と長さが 40cmほどの柄を持つもので、傘を開くように片方を押し上げると地図が開く仕掛けになっている。 
この地球儀は、江戸や大阪にも送られ、諸侯にも届けられ、たいへん好評であったという。それを裏付けるように、各地に発送した「手控え」が残されており、地球儀も神戸市立博物館と山口県防府市の毛利博物館に保管されている。また、墨僊はこの地球儀や、彼が編纂した教科書「土浦名所案内」などを使って、主宰する寺子屋「天章堂」で土浦周辺からやってきた多くの子弟を前に、熱心に書と地球、地理について教えたようである。 
この時期の他の科学者と同様、彼もまた多才であったようで、こうした地図作成、地理学研究のほか、彗星を含む天体観測、天文機器の製作などの天文学についての研究、寺子屋による庶民の子弟教育、水利土木技術を使った土浦市街地での井戸掘りにも力を発揮した。当然のように書や絵画もたしなみ、市内の各所に書画が残されている。
彼の性格などについて知るものはないが、養父への孝養によって土浦藩から二度の褒賞を受け、後にも寺小屋教育の功績によって御給米を受け、さらに帯刀を許されるなどを見れば、真面目な地理学者であり、生徒に慕われる真摯な教育者であったと推測される。
大正13年（1924年）、従五位を追贈された。